# Le Navire Night
Le Navire Night est un film de Marguerite Duras sorti en 1979.

## Fiche technique
- Titre original : Le Navire Night
- Réalisation : Marguerite Duras
- Scénario : Marguerite Duras
- Montage : Dominique Auvray
- Photographie : Pierre Lhomme
- Son : Michel Vionnet
- Musique originale : Carlos d'Alessio
- Production : Les Films du Losange
- Pays :  France
- Format : Couleur - Son : Mono
- Durée : 90 minutes
- Date de sortie : France - 21 mars 1979

## Distribution
- Dominique Sanda
- Bulle Ogier
- Mathieu Carrière
- Marguerite Duras (voix)
- Benoît Jacquot (voix)